# Georg Schneidemühl
Georg Schneidemühl (* 15. Dezember 1853 in Elbing; † 3. November 1928) war ein deutscher Tierarzt und Hochschullehrer.

## Leben
Georg Schneidemühl begann im  Oktober 1872 das Studium der Tiermedizin an der Tierarzneischule Berlin und wurde Mitglied des Corps Franconia Berlin. Im August 1875 erhielt er die tierärztliche Approbation. 1875/76 diente er als Einjährig-Freiwilliger beim 2. Garde-Feldartillerie-Regiment in Berlin. Im Oktober 1876 wurde er interimistischer Kreistierarzt in Hoyerswerda. Im Mai 1879 bestand er das Examen für beamtete Tierärzte. Im gleichen Jahr wurde er Assistent an der Veterinärmedizinischen Klinik der Universität Halle. 1880 wurde er Kreistierarzt für den Kreis Plön in Kiel und zugleich Dozent an der Universität Kiel. Ab Oktober 1875 studierte er nebenher an den Universitäten Berlin, Halle und Kiel Medizin und Naturwissenschaften. Von 1882 bis 1884 war er Repetitor für Anatomie und Physiologie an der Tierarzneischule Hannover. 1883 wurde er an der Universität Erlangen zum Dr. phil. promoviert. 1890 habilitierte er sich an der Universität Kiel und wurde dort Privatdozent. 1892 ging er für ein Jahr als Lektor für Tierheilkunde am Landwirtschaftlichen Institut und Vorsteher der Tierklinik an die Universität Breslau. 1896 wurde er zum Titularprofessor der Universität Kiel ernannt, 1906 zum außerordentlichen Professor mit Lehrauftrag für vergleichende Pathologie berufen, 1920 als solcher beamtet und 1922 pensioniert.
Schneidemühl war von 1886 bis 1892 Herausgeber der bis 1992 erschienenen Tiermedizinischen Rundschau. Auf seine Anregung richtete das Reichsmarineamt 1890 Kurse für Sanitätsoffiziere in der animalischen Nahrungsmittelhygiene ein.

## Schriften
- Vergleichend-anatomische Untersuchungen über den feineren Bau der Cowper'schen Drüse, 1883
- Die Lupinen-Krankheit der Schafe, 1883
- Entstehung, Erkennung und Tilgung der Lungenseuche, 1885
- Die Tuberculose des Rindviehs, deren Erkennung und Verhütung mit besonderer Rücksicht auf die Stierhaltung, 1885
- Die Schafräude: Entstehung, Heilung, Feststellung und Tilgung derselben unter Berücksichtigung der gesetzlichen Bestimmungen, 1886
- Ueber Abortus bei Thieren, unter besonderer Berücksichtigung des seuchenartig auftretenden Verwerfens bei Kühen, 1889
- Das thierärztliche Unterrichtswesen Deutschlands in seiner geschichtlichen Entwickelung und Bedeutung, 1890
- Der gegenwärtige Standpunkt der laryngealen und trachealen Arzneianwendungsmethode, 1891
- Die thierärztliche Laufbahn im Deutschen Reiche, 1892
- Das Fleischbeschauwesen im Deutschen Reiche nebst Vorschlägen für dessen gesetzliche Regelung, 1892
- Das Thierarzneiwesen Deutschlands und dessen Einzelstaaten in seiner gegenwärtigen Gestalt, 1893
- Abwehr, Tilgung und Verhütung der Maul- und Klauenseuche, 1893
- Repetitorium der Muskellehre bei den Haussäugethieren, gleichzeitig ein Leitfaden für die Präparirübungen für Studirende und Thierärzte, 1894
- Die Blutserumimpfungen und die bisherigen Erfolge ihrer Anwendung zum Schutze und zur Heilung von Thierseuchen, 1894
- Die Tuberkulose der Menschen und der Thiere, vom sanitäts- und veterinärpolizeilichen Standpunkte erörtert, 1895
- Ueber Sarkosporidien, 1897
- Lehrbuch der vergleichenden Pathologie und Therapie des Menschen und der Hausthiere für Thierärzte, Ärzte und Studirende, 1898
- Die Protozoen als Krankheitserreger des Menschen und der Hausthiere, 1898
- Ueber Nervenkrankheiten bei Hausthieren, mit gleichzeitiger Berücksichtigung der beim Menschen vorkommenden, 1898
- Die animalischen Nahrungsmittel, 1903
- Spezielle Pathologie und Therapie der Haustiere, 1908
- Lage der Eingeweide bei den Haussäugetieren nebst Anleitung zur Exenteration für anatomische und pathologisch-anatomische Zwecke und Angaben zur Ausführung der Präparierübungen, 1910